# Mitsubishi Outlander
Mitsubishi Outlander este un SUV crossover compact fabricat de producătorul japonez Mitsubishi Motors.

## Prima generație (CU/ZE/ZF; 2001)

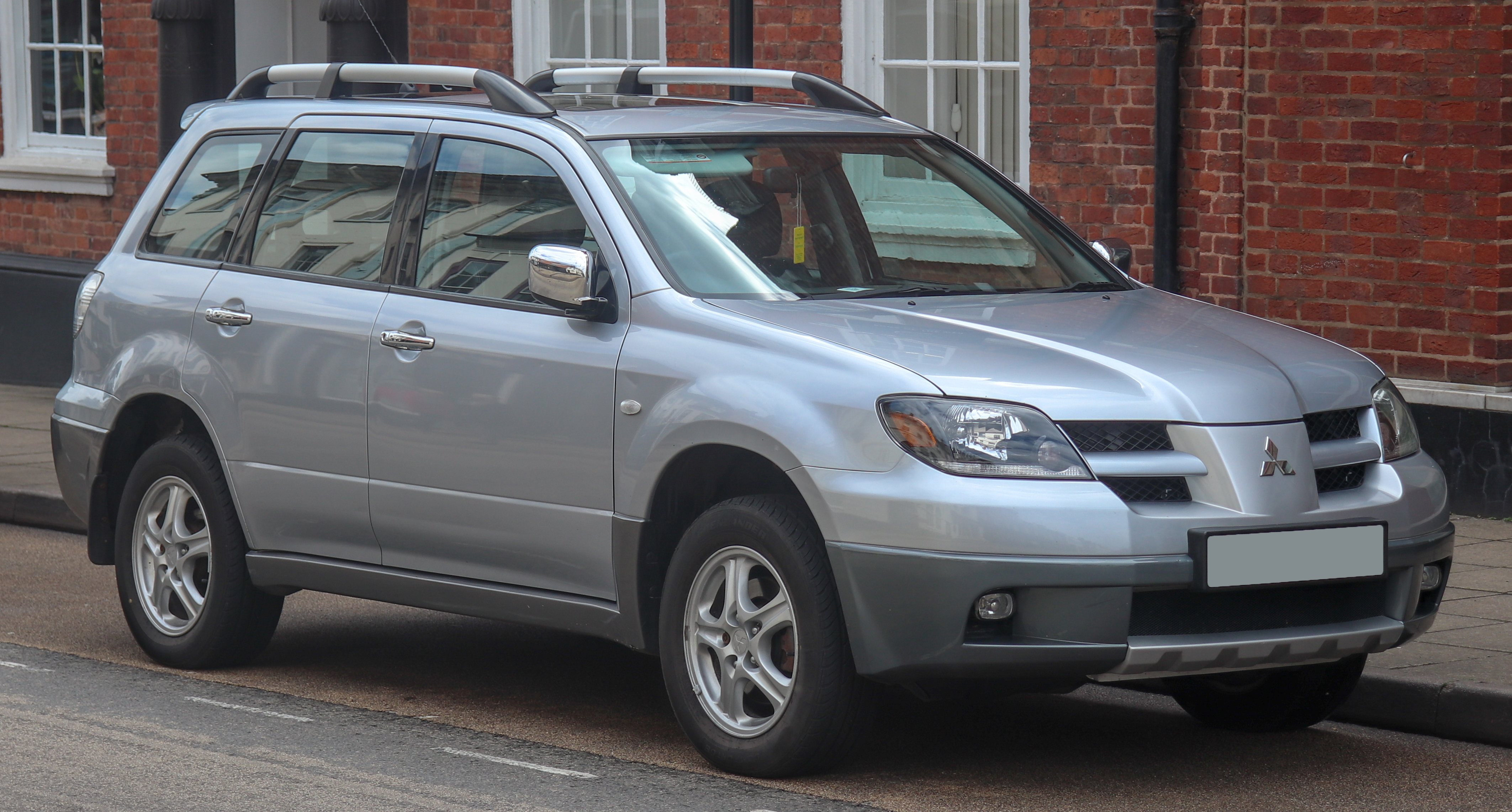
Mitsubishi Outlander Sport SE din 2003 (Regatul Unit)

Prima generație a fost inițial cunoscut sub numele de Mitsubishi Airtrek când a fost introdus în Japonia în 2001 și s-a bazat pe vehiculul concept Mitsubishi ASX expus la Salonul Auto Internațional de Nord-American din 2001. Acesta a fost vândut la lanțul de dealeri Mitsubishi Japonia numit Car Plaza. ASX (Active Sports Crossover) a reprezentat abordarea lui Mitsubishi asupra tendinței SUV de crossover din întreaga industrie pentru păstrarea abilităților de toate-sezoanele și off-road oferite de o gardă la sol ridicată și tracțiune pe patru roți, oferind în același timp niveluri de emisii similare cu mașina de clasă economie și dimensiuni reduse.
Numele original Airtrek a fost ales pentru a „descrie capacitatea vehiculului de a-și transporta pasagerii în călătorii pline de aventuri într-un mod „liber-ca-pasărea””, și a fost „inventat de la Air și Trek pentru a exprima ideea de plăcere motociclistă plină de aventuri”. Plăcuța cu numele Outlander care a înlocuit-o a evocat un „senzație de călătorie în țări îndepărtate, neexplorate, în căutarea aventurii.”

## A doua generație (CW/ZG/ZH; 2006)

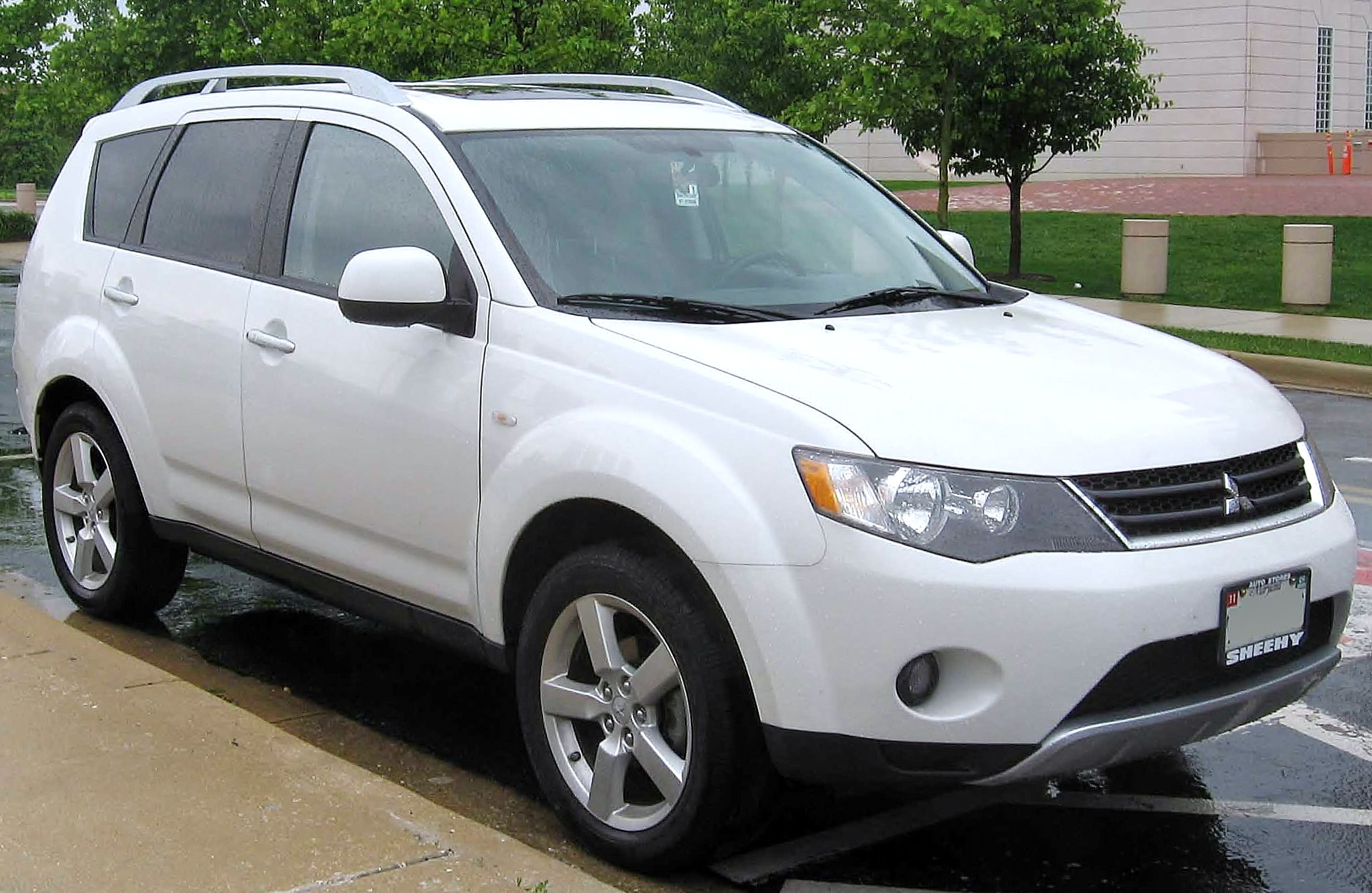
Mitsubishi Outlander pre-facelift (Statele Unite)

A doua generație a vehiculului a fost introdusă în 2006 și toate piețele, inclusiv Japonia, au adoptat numele Outlander, deși producția versiunii mai vechi a continuat în paralel. A fost construit pe platforma GS a companiei și a folosit diverse motoare dezvoltate de Mitsubishi, Volkswagen și PSA Peugeot Citroën. Citroën C-Crosser și Peugeot 4007 de la PSA, care au fost fabricate de Mitsubishi în Japonia, sunt versiuni proiectate de stemă din a doua generație Outlander. Vânzările la nivel mondial au atins valoarea de 1,5 milioane de unități în octombrie 2016, la 15 ani de la lansarea pe piață.

## A treia generație (GF/GG/ZJ/ZK/ZL; 2012)

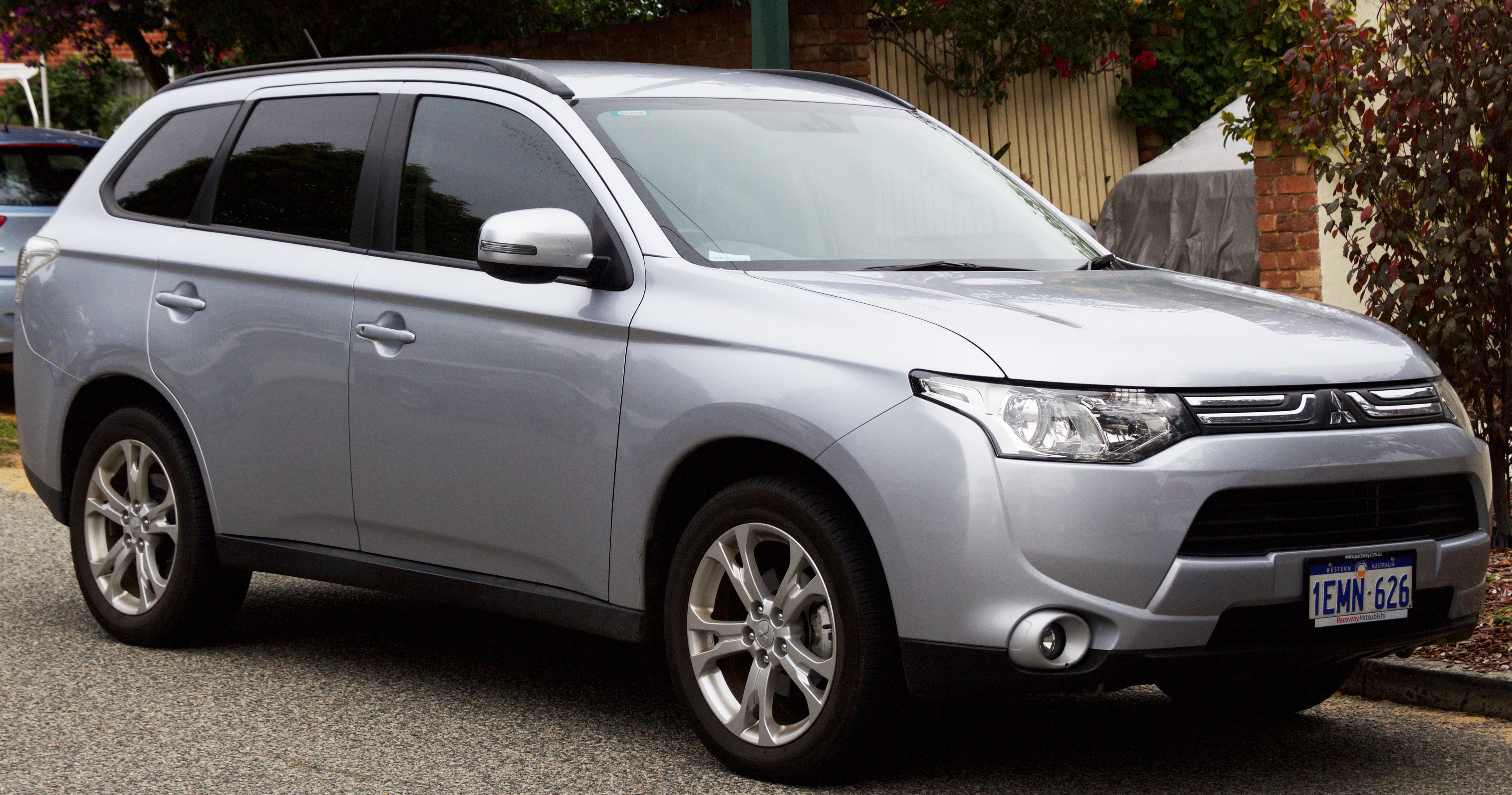
Mitsubishi Outlander pre-facelift din 2014 (Australia)

Ca parte a liniei de generație a treia generație, Mitsubishi a lansat în ianuarie 2013 un vehicul hibrid reîncărcabil numit Outlander PHEV. Vânzările globale cumulate au trecut de o etapă de 200.000 de unități în aprilie 2019 și, potrivit JATO Dynamics, Mitsubishi Outlander PHEV este cel mai bine vândut hibrid plug-in din lume din decembrie 2018. Începând cu 2019, Europa este piața de top cu 126.617 unități vândute până în ianuarie 2019. Outlander PHEV a fost cel mai vândut vehicul electric reîncărcabil din Europa în 2014 și din nou în 2015, și s-a clasat drept cea mai vândută mașină hibridă plug-in din Europa timp de patru ani de funcționare, din 2015 până în 2018. Atât în 2014, cât și în 2015, a fost clasat și ca cel mai vândut hibrid plug-in din lume și ca fiind a treia cea mai vândută mașină plug-in după toate modelele electrice Tesla Model S și Nissan Leaf.

## A patra generație (GM/GN/ZM; 2021)

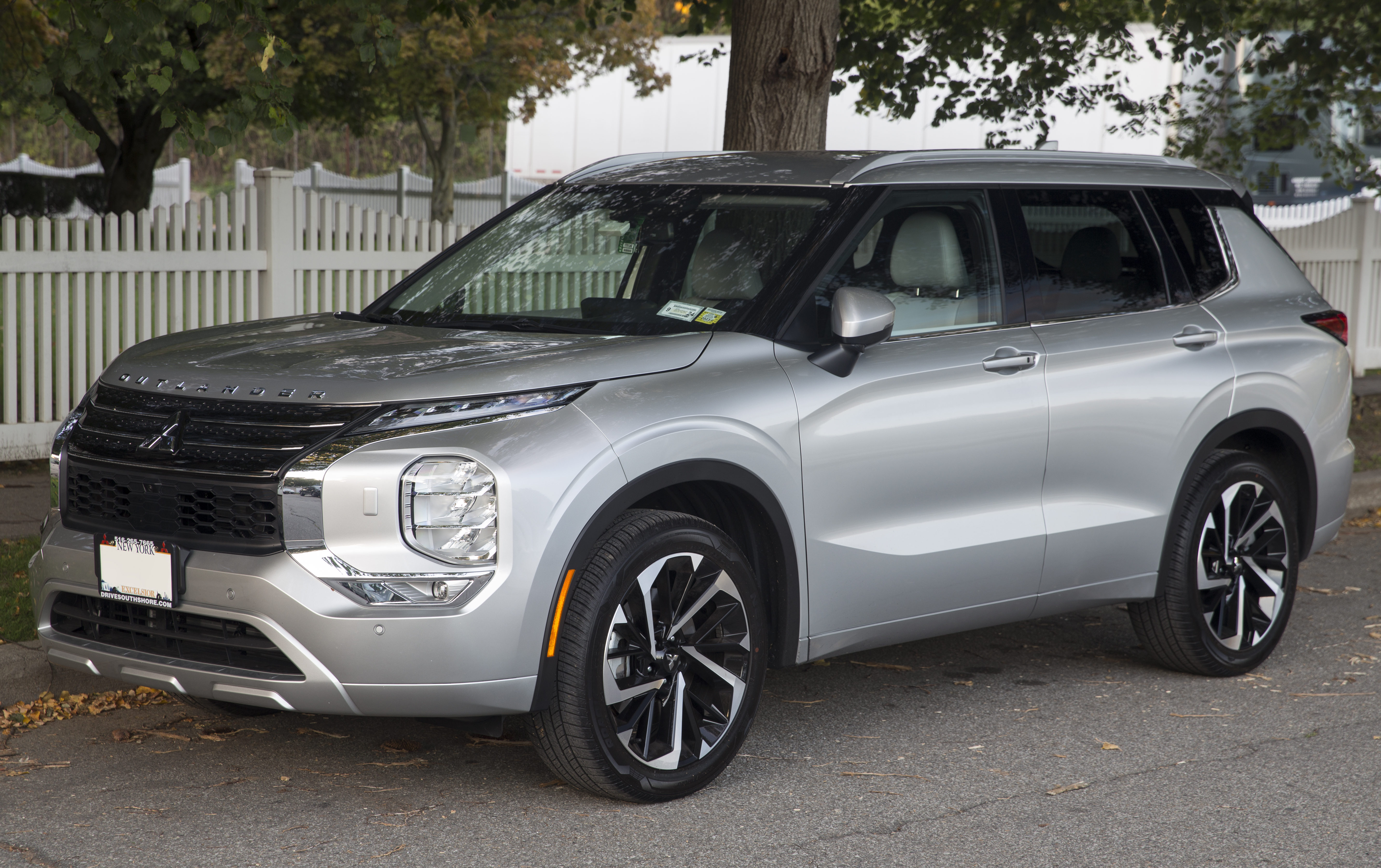
Mitsubishi Outlander SEL 2.5 din 2022 (Statele Unite)

A patra generație va fi lansată în Europa pe 1 octombrie 2024.

## Legături externe
- Outlander global website Arhivat în 8 septembrie 2019, la Wayback Machine.
- 2014 Mitsubishi Outlander US-Version
- Outlander official page (Japanese)